# Ronny Jackson

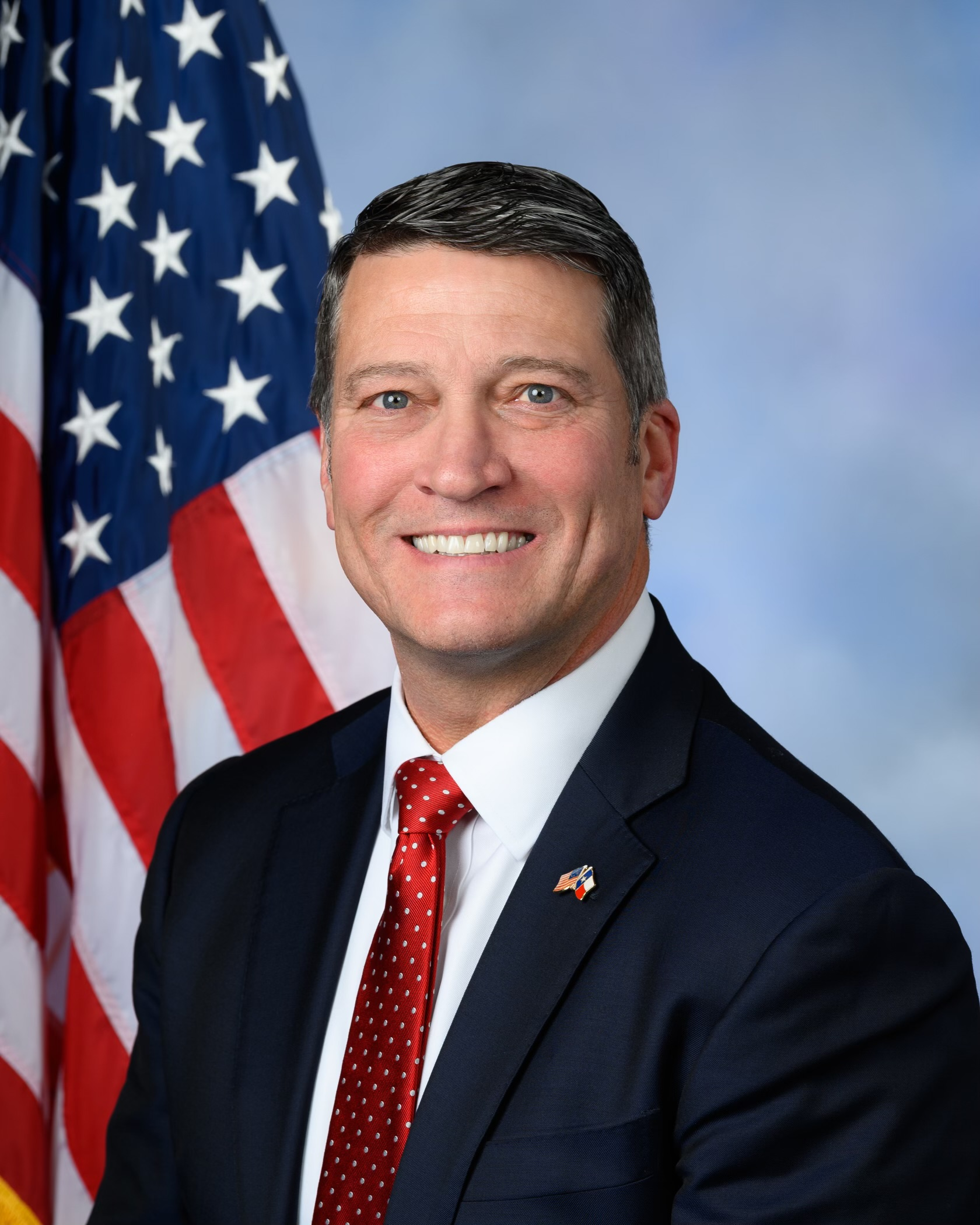
Ronny Jackson, 2021

Ronny Lynn Jackson (* 4. Mai 1967 in Levelland, Texas) ist ein US-amerikanischer Arzt und ehemaliger Captain der United States Navy. Er war von 2013 bis 2018 Leibarzt des US-Präsidenten. Seit 3. Januar 2021 vertritt er als Republikaner den 13. Distrikt des Bundesstaats Texas im Repräsentantenhaus der Vereinigten Staaten.

## Biografie
Jackson studierte Biologie an der Texas A&M University und schloss 1991 mit einem Bachelor of Science ab. Es folgte ein Medizinstudium an der University of Texas, das er 1995 als Doktor der Medizin abschloss.
Jackson absolvierte ab 1995 sein Praktikum im Marinekrankenhaus Naval Medical Center Portsmouth, Portsmouth, Virginia, gefolgt vom Dienst bei verschiedenen Militäreinheiten, darunter eine Ausbilderposition im Naval Diving and Salvage Training Center in Florida. 2001 folgte die ärztliche Weiterbildung in Portsmouth. Während der Operation Iraqi Freedom war Jackson mit den US-Truppen im Irak als Arzt eingesetzt. 2006 wurde er ins Weiße Haus berufen und diente dort als Mediziner für Kabinett, Stab und von 2013 bis 2018 als Leibarzt des Präsidenten (offiziell Physician to the President).
Als Donald Trump US-Präsident wurde, behielt Jackson die Position als Leibarzt bis Jackson seinen Dienst am 1. Dezember 2019 nach 25 Jahren beendete.  Ab Februar 2019 bis zu seinem Dienstende hatte er zudem die Position als Chief Medical Advisor to the President inne.

### Ministerium für Veteranenangelegenheiten
Ronny Jackson wurde 2017 von Präsident Donald Trump als Kandidat für die Leitung des Ministeriums für Veteranenangelegenheiten nominiert. Beobachter kritisierten Jacksons mangelnde Qualifikation und die Presse argwöhnte, dass Jackson die Nominierung der Tatsache verdanke, dass er Trump öffentlich ein gutes Gesundheitsgutachten ausgestellt hatte.
Dem für die Besetzung des Postens zuständigen Ausschuss wurden jedoch Anschuldigungen über Fehlverhalten Jacksons zugetragen. Die für den 25. April 2018 angesetzte Anhörung Jacksons durch den Ausschuss wurde so am Vortag abgesagt.
Die Trump-Administration hatte offenbar keine Hintergrundüberprüfung durchgeführt, bevor sie Jackson nominierte. Im April 2018 wurde dazu in der Presse berichtet, dass Jackson offenbar zu großzügig verschreibungspflichtige Medikamente ausgegeben hatte, während der Arbeit getrunken habe und sich Fehlverhalten bei der Arbeit schuldig gemacht hätte. Infolge der Vorwürfe zog Jackson seine Kandidatur am 26. April 2018 zurück, nannte die Anschuldigungen jedoch in einer Stellungnahme „komplett falsch und erfunden“.

### Abgeordneter
Er trat bei den Vorwahlen der Republikaner zur Kongresswahl 3020 in dem 13. Wahlbezirk an und wurde zweiter hinter Josh Winegarner. In der Stichwahl konnte er sich mit 56 zu 44 Prozent durchsetzen. Die Wahlen zum Repräsentantenhaus des 117. Kongresses konnte er gegen den Demokraten Gus Trujillo und den Libertären Jack Westbrook mit 79,4 % gewinnen. In der folgenden Wahl 2022 zum 118. Kongress hatte Jackson in der Vorwahl keine Herausforderer, wie auch die Demokratin Kathleen Brown. Er besiegte Brown in der Hauptwahl mit 75,4 %.
Jackson wurde im Juni 2024 auf Verlangen von Donald Trump zusammen mit Scott Perry von dem Sprecher Mike Johnson in das United States House Permanent Select Committee on Intelligence eingesetzt. Die beiden sollten als Ersatz für die zurückgetretenen Abgeordneten Mike Gallagher und Chris Stewart dienen. Die Einsetzung war nicht wie sonst üblich mit dem Ausschussvorsitzenden Mike Turner abgestimmt worden.
Bei der Kongresswahl 2024 für seine dritte Amtszeit gewann er seine Wiederwahl für den 119. Kongress der Vereinigten Staaten ohne Gegenkandidaten. Seine aktuelle Legislaturperiode im Repräsentantenhaus des 119. Kongresses läuft noch bis zum 3. Januar 2027.
Er ist Mitglied im House Armed Services Committee und im House Foreign Affairs Committee.

## Privatleben
Ronny Jackson ist verheiratet und hat drei Kinder.

## Auszeichnungen
- Legion of Merit
- Defense Superior Service Medal
- Navy & Marine Corps Commendation Medal